# Château de Blankenburg
Pour les articles homonymes, voir Blankenburg.
Le château de Blankenburg est un château et un monument historique de style baroque situé à Blankenburg (Harz) dans le Land de Saxe-Anhalt, en Allemagne.

## Localisation

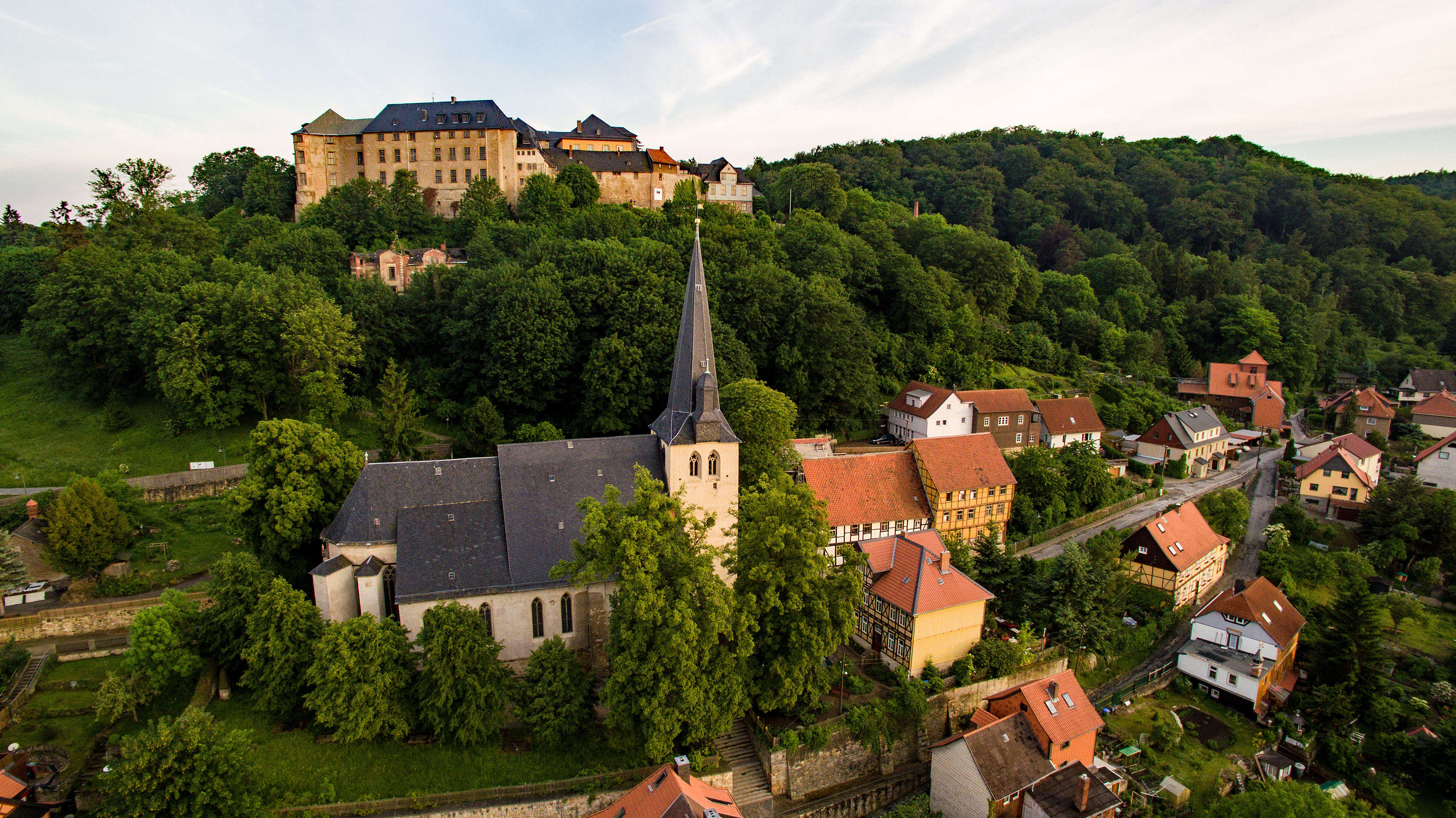
Vue du château sur la vieille ville de Blankenburg.

Le château est situé sur un calcaire escarpé, à une altitude de 305 mètres, au-dessus d'un ensemble des jardins réguliers (Schlossgärten). Le pendant architectural de la forteresse est le petit château au pied de la montagne.

## Histoire
La forteressee est d'abord mentionnée dans un document de 1123, fait par Lothaire de Supplinbourg, à ce temps duc de Saxe qui fut élu roi des Romains deux ans plus tard. Avec le duché de Saxe, le fief de Blankenburg est passé à Henri le Superbe, issu de la dynastie des Welf (maison de Brunswick), puis à son fils Henri le Lion qui a été destitué par l'empereur Frédéric Barberousse en 1180. Le château a été assiégé, occupé et pillé par les évêques d'Halberstadt. Dans les siècles suivants, le comté de Blankenburg tombe sous la suzeraineté de l'évêché d’Halberstadt, contre le gré des ducs de Brunswick-Lunebourg.
Après l'extinction des comtes de Blankenburg, en 1599, le château  était la propriété de Henri-Jules de Brunswick-Wolfenbüttel, administrateur luthérien de la principauté éspicopale d'Halberstadt. Il le transmet à son fils aîné Frédéric-Ulrich puis à son fils cadet Christian de Brunswick, « le téméraire d'Halberstadt », nommé administrateur de l'évêché en 1616.
Réaménagé dans un style Renaissance au début du XVIe siècle, le château de Blankenburg est remanié en style baroque à partir de 1705 sous le règne de Louis-Rodolphe de Brunswick-Wolfenbüttel. En 1708, sa fille Élisabeth-Christine épousa Charles de Habsbourg, le futur empereur des Romains (sous le nom de Charles VI), tandis que l'ancien comté de Blankenburg était elevé au principauté.

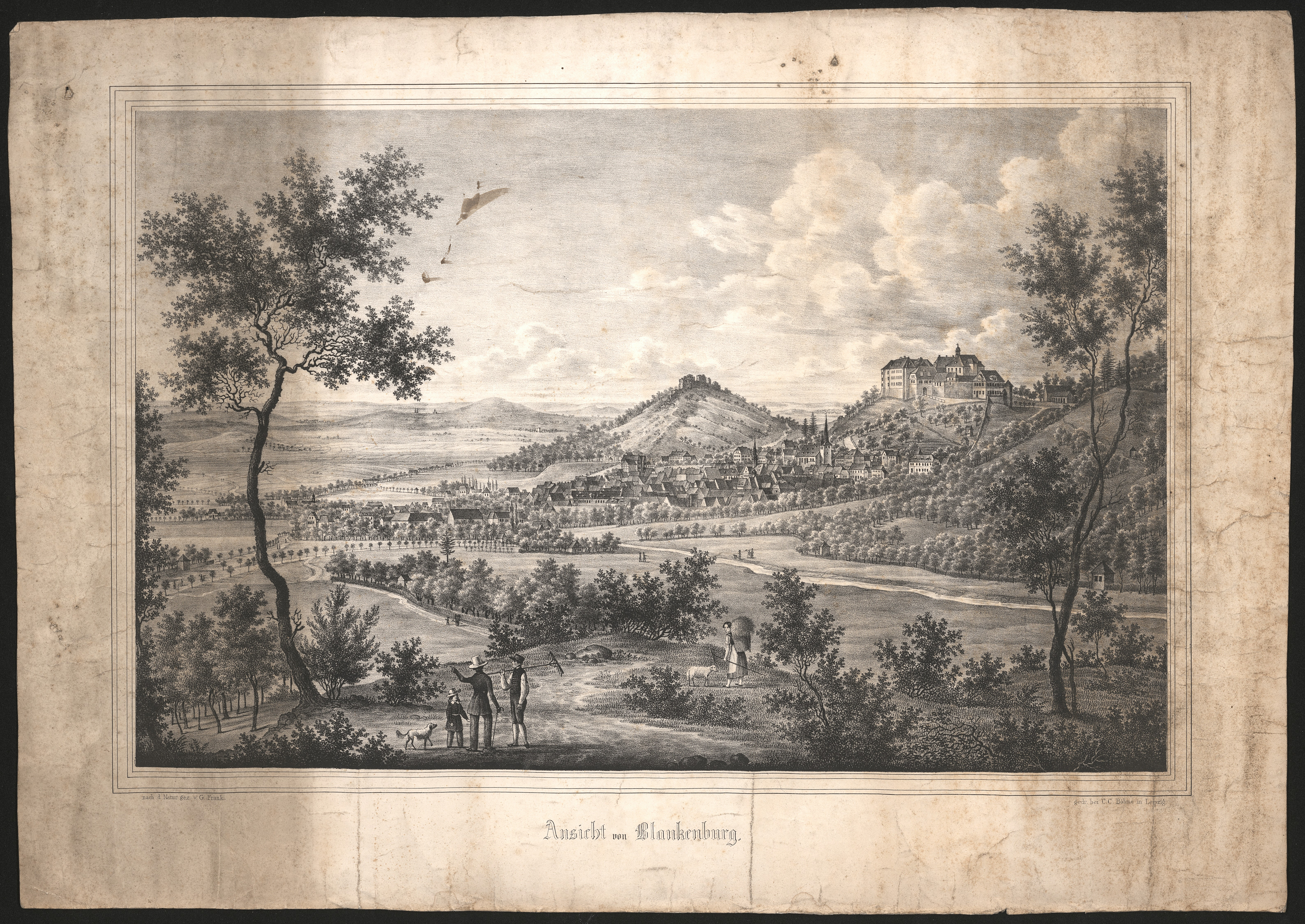
Vue du château de Blankenburg, lithographie d'après un dessin de G. Franck, début XIXe s.

Après 1884, le château passe par héritage à la maison de Hanovre et la future reine Frederika de Grèce y voit le jour en 1917. En 1945, la famille de Ernest-Auguste de Brunswick et son épouse Victoria-Louise de Prusse est expropriée par les Soviétiques et le château est transformé en école.